# Sjötorp
För andra betydelser, se Sjötorp (olika betydelser).

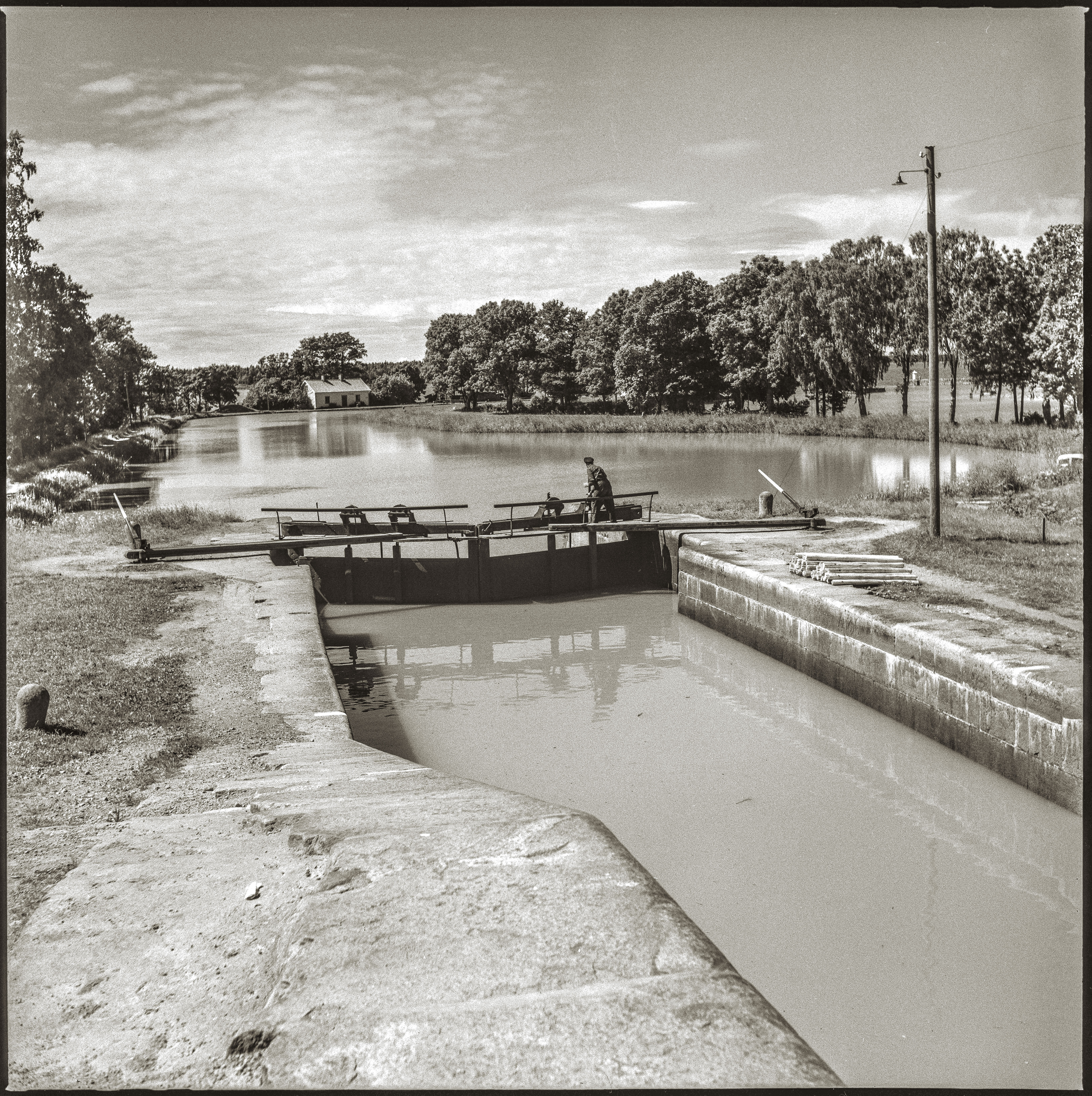
Göta kanal, sluss nr 2 i Sjötorp. Turistfoto taget den 20 juli 1954.

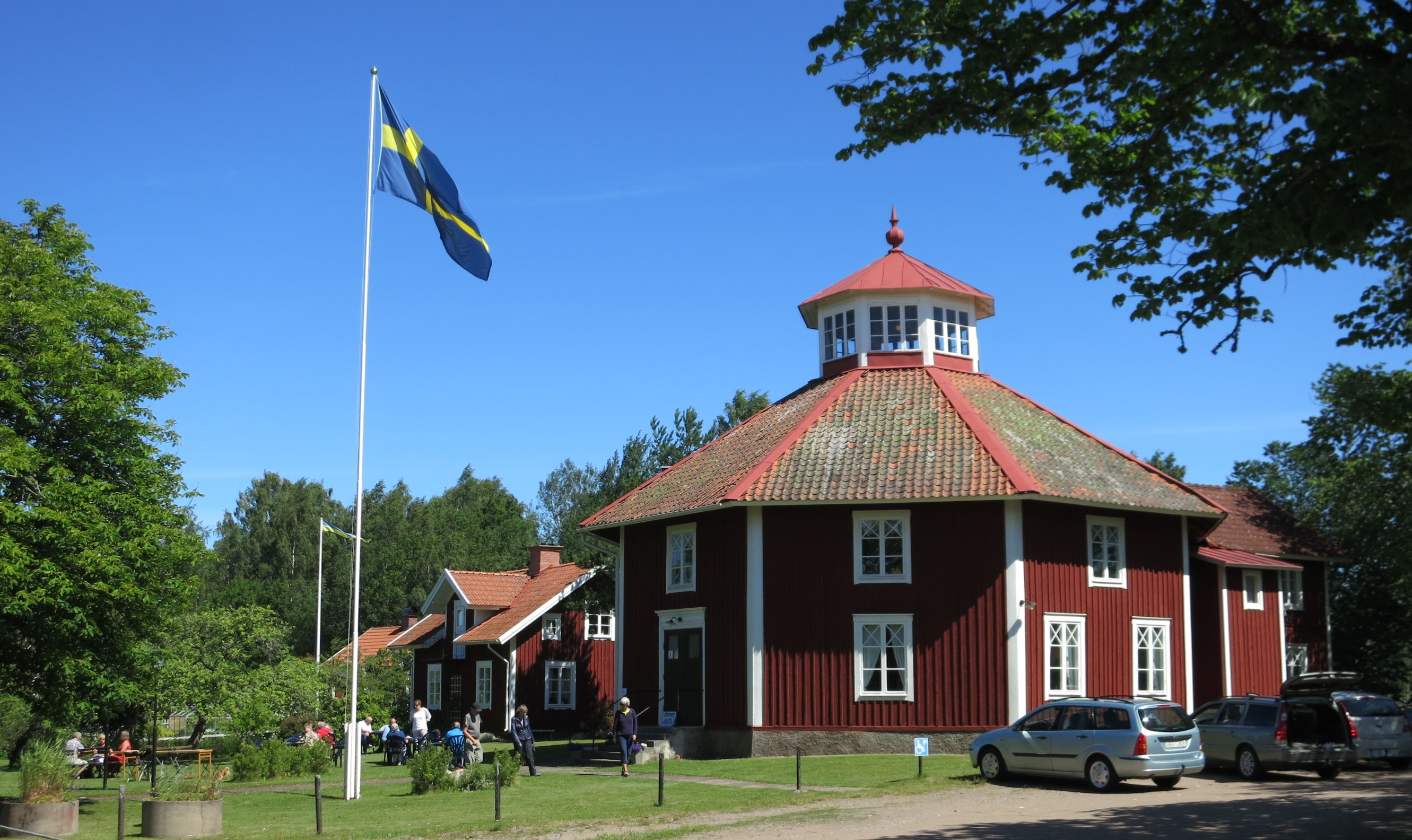
Sjötorps Bygdegård

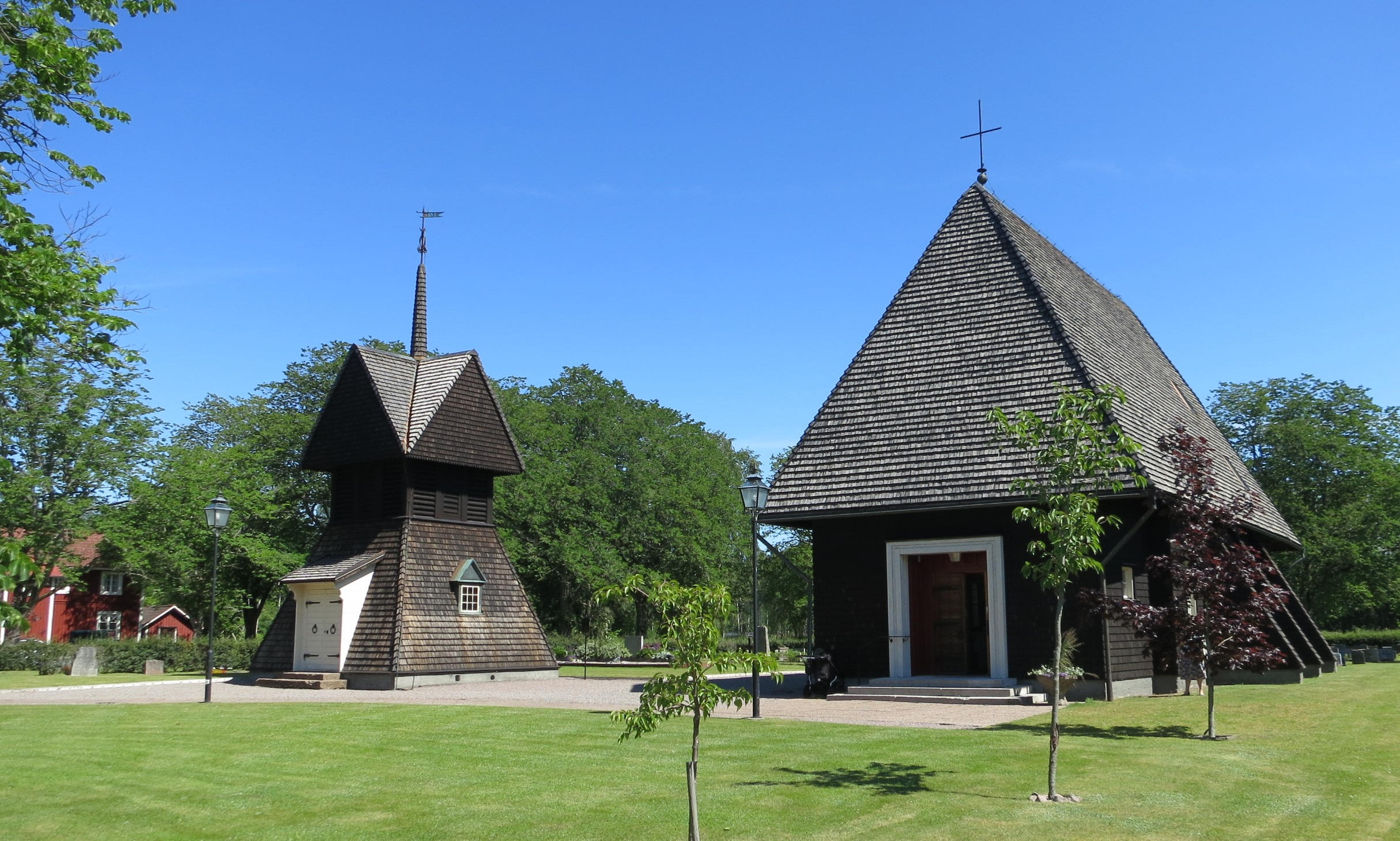
Sjötorps kyrka

Sjötorp är en tätort i Mariestads kommun i Västra Götalands län cirka två mil från centralorten Mariestad längs med riksväg 26. Orten har omkring 500 invånare. Här är Göta kanals västra ändpunkt där den går ut i Vänern. 

## Historia
Sjötorp är ett brukssamhälle med bland annat anor i skeppsbyggnad med Sjötorps Varf Docka och Ångsåg som den största arbetsgivaren, huvudsakligen under familjen Groths ledning. Ett stort antal last- och fiskefartyg byggdes på Sjötorps Varv mellan 1830- och 1980-talet, men idag förekommer ingen nybyggnation. Av de 1446 registrerade segelfartygen i Sveriges fraktflotta år 1913 var 72 stycken byggda i Sjötorp, storleken varierade från 25 till 135 registerton. Varvets torrdocka finns kvar och kommer fortfarande till användning för underhåll av fartyg.

### Befolkningsutveckling
| Befolkningsutvecklingen i Sjötorp 1960–2020 | Befolkningsutvecklingen i Sjötorp 1960–2020 | Befolkningsutvecklingen i Sjötorp 1960–2020 | Befolkningsutvecklingen i Sjötorp 1960–2020 | Befolkningsutvecklingen i Sjötorp 1960–2020 |
| ------------------------------------------- | ------------------------------------------- | ------------------------------------------- | ------------------------------------------- | ------------------------------------------- |
|                                             |                                             |                                             |                                             |                                             |
| År                                          |                                             |                                             | Folkmängd                                   | Areal (ha)                                  |
| 1960                                        | 1960                                        |                                             | 393                                         |                                             |
| 1965                                        | 1965                                        |                                             | 372                                         |                                             |
| 1970                                        | 1970                                        |                                             | 358                                         |                                             |
| 1975                                        | 1975                                        |                                             | 475                                         |                                             |
| 1980                                        | 1980                                        |                                             | 591                                         |                                             |
| 1990                                        | 1990                                        |                                             | 578                                         | 84                                          |
| 1995                                        | 1995                                        |                                             | 635                                         | 86                                          |
| 2000                                        | 2000                                        |                                             | 587                                         | 86                                          |
| 2005                                        | 2005                                        |                                             | 551                                         | 86                                          |
| 2010                                        | 2010                                        |                                             | 494                                         | 85                                          |
| 2015                                        | 2015                                        |                                             | 437                                         | 92                                          |
| 2020                                        | 2020                                        |                                             | 411                                         | 93                                          |
|                                             |                                             |                                             |                                             |                                             |

## Samhället
På orten finns Sjötorps kyrka som tillhör Lyrestads församling. Intill kyrkan ligger det gamla missionshuset som nu används som bygdegård. Det ägs och drivs av Sjötorps Bygdegårdsförening. 
Under sommaren mångdubblas befolkningstalet tack vare turismen. Denna kopplad till Göta kanals slussar, båtliv, camping, hotell, restauranger och fritidsaktiviteter. 
Sydväst om Sjötorp ligger naturreservatet Surö bokskog.

## Idrott
Elless IF (Lyrestad-Sjötorps Idrottsförening) är ortens bandylag och har som högst legat i Division 1. Numera är bandyverksamheten nedlagd, men föreningen lever vidare med annan inriktning. 